# Позим (присілок)
По́зим (рос. Позимь) — присілок (колишнє селище) в Зав'яловському районі Удмуртії, Росія.
Знаходиться на правому березі річки Позим, лівій притоці Іжа. Через присілок проходить залізниця Іжевськ-Воткінськ.

## Населення
Населення — 688 осіб (2010; 685 в 2002).
Національний склад станом на 2002 рік:
- росіяни — 54 %
- удмурти — 39 %

## Історія
Присілок було засноване як селище торфопідприємства «Позим» в 1955 році і входило в склад Чемошурської сільської ради. У 2004 році селищу було надано статус присілка.

## Економіка
Серед закладів соціальної сфери діє дитячий садок.

## Урбаноніми[3]
- вулиці — Ставкова, Східна